# Delbhna Nuadat
I Delbhna Nuadat erano i signori di un'ampia porzione dell'odierna contea di Roscommon, che si trova in Irlanda tra i fiumi Suck e Shannon ed erano soggetti agli Ui Maine. Come mostrerebbe l'appellativo Nuadat, loro si sarebbero fatti discendere, o comunque sarebbero stati adoratori del dio irlandese della guerra Nuada, di cui Francis John Byrne sottolinea che sarebbe la divinità da cui discenderebbero tutti gli irlandesi come si evincerebbe dai frammenti delle prime genealogie.
Negli Annali irlandesi si trovano riferimenti sparsi ai Delbhna Nuadat. Nel 751, ad esempio, furono sconfitti nella battaglia di Bealach Cro da re Crimthann di Ui Maine. Finn mac Arbh, signore di Delbhna, fu ucciso e i suoi uomini massacrati. Questa battaglia si inserirebbe nella guerra tra gli Ui Maine e i Delbhna Nuadat per il possesso di Delbhna. L'ultima menzione dei Delbhna Nuadat come un popolo distinto dagli altri è quella del 1048, dopodiché scompaiono dal palcoscenico della storica.